# Order Wolności Czarnogóry
Order Wolności Czarnogóry (czarnog. Orden slobode Crne Gore/Oрдeн cлoбoде Цpнe Гope) – nadawane w latach 1918–1921 odznaczenie dla czarnogórskich i cudzoziemskich weteranów I wojny światowej oraz uczestników walk o niepodległość Czarnogóry w latach 1918-1921.

## Historia i insygnia
Order został ustanowiony 21 grudnia 1918 (starego stylu, 3 stycznia 1919 r. nowego stylu) przez przebywającego na wygnaniu we Francji króla Czarnogóry Mikołaja I. Czarnogóra nie posiadała do tej chwili orderów wojskowych, jedynie medale. Ustanawiając to odznaczenie, król Mikołaj chciał przede wszystkim uczcić uczestników powstania z grudnia 1918 przeciw aneksji kraju przez nowo powstałe Królestwo SHS oraz francuskich zwolenników niepodległości Czarnogóry.
Order posiadał tylko jedną klasę. Oznaka orderu na awersie to złoty, dwugłowy, ukoronowany orzeł z herbu czarnogórskiego, na piersi z tarczą herbową dynastii Petrowiczów-Niegoszów (kroczącym na prawo złotym lwem w błękitnym polu), z mieczem w szponach prawej i z berłem w szponach lewej nogi, otoczony wieńcem laurowym przeplatanym wstążeczkami w kolorach czerwono-biało-niebieskim (barwy chorągwi Czarnogóry), z podłożonymi pod wieniec skrzyżowanymi złotymi mieczami. W górnej części wieńca znajduje się girlanda nosząca napis "ЗA ПPABO ЧACT И CЛOБOДУ ЦPHE ГOPE" (Za prawo, honor i wolność Czarnogóry). Rewers odznaczenia był prawie identyczny z awersem, z tym że girlanda, utrzymana w narodowych barwach Czarnogóry, miała w środkowej części plakietkę z datą 21 XII 1918.
Odznaczenie noszone było na lewej piersi na zielonej wstążce wiązanej w trójkąt na modłę austriacką. Jak pisze prawnuk króla Mikołaja, książę Dymitr Romanow, zielony kolor miał przypominać o plebiscycie roku 1918, gdzie listy głosujących przeciw połączeniu kraju z SHS były utrzymane w kolorze zielonym (jeszcze przez długie lata nazywano potem zwolenników niepodległości kraju "Zielonymi").
Nadane tylko w kilkudziesięciu egzemplarzach, po śmierci króla Mikołaja (1921) odznaczenie nie było więcej nadawane. Noszenia go zabroniono w Królestwie Jugosławii.